# شمشیربازی در المپیک تابستانی ۱۹۵۶
شمشیربازی در بازی‌های المپیک تابستانی ۱۹۵۶ نام رویداد ورزش شمشیربازی در بازی‌های المپیک تابستانی بود که در سال ۱۹۵۶ برگزار شد.

## جدول مدال‌ها
| رتبه | کشور                 | طلا | نقره | برنز | مجموع |
| ۱    | ایتالیا (ITA)        | ۳   | ۲    | ۲    | ۷     |
| ۲    | مجارستان (HUN)       | ۲   | ۱    | ۱    | ۴     |
| ۳    | فرانسه (FRA)         | ۱   | ۱    | ۲    | ۴     |
| ۴    | بریتانیای کبیر (GBR) | ۱   | ۰    | ۰    | ۱     |
| ۵    | لهستان (POL)         | ۰   | ۲    | ۰    | ۲     |
| ۶    | رومانی (ROM)         | ۰   | ۱    | ۰    | ۱     |
| ۷    | اتحاد شوروی (URS)    | ۰   | ۰    | ۲    | ۲     |

## کشورهای شرکت کننده
- آرژانتین (۱)
- استرالیا (۲۱)
- اتریش (۱)
- بلژیک (۶)
- کانادا (۱)
- کلمبیا (۶)
- دانمارک (۱)
- فنلاند (۲)
- فرانسه (۱۸)
- آلمان (۱)
- بریتانیای کبیر (۹)
- مجارستان (۱۸)
- اندونزی (۱)
- ایتالیا (۱۹)
- ژاپن (۱)
- لوکزامبورگ (۴)
- مکزیک (۳)
- لهستان (۶)
- رومانی (۲)
- اتحاد شوروی (۲۰)
- سوئد (۵)
- اروگوئه (۱)
- ایالات متحده آمریکا (۱۸)